# Avon River (Swan River)
Der Avon River ist ein Fluss im Südwesten des australischen Bundesstaates Western Australia. Ab der Einmündung des Wooroloo Brook heißt der Fluss Swan River (Indischer Ozean).

## Geografie
Der Fluss entspringt bei Yealering, ca. 50 km östlich von Pingelly und fließt nach Nordwesten durch die Städte Beverley, York und Northam. Bei Toodyay wendet er seinen Lauf nach Westen und am Avon-Valley-Nationalpark nach Südwesten. Nach Durchquerung dieses Nationalparks fließt er weiter durch den Walyunga-Nationalpark, wo er zum Swan River wird.

### Einzugsgebiet
Bei Yealering im Wickepin Shire ist die Quelle des Avon River und das Einzugsgebiet oberhalb des Zusammenflusses mit dem Salt River im Lake Yealering ist 91.500 km² groß.
Das Einzugsbecken deckt einen großen Teil der Wheatbelt-Region ab und erstreckt sich in einigen Gebieten sogar darüber hinaus bis in die Nähe des immer trockenen Lake Moore im Nordosten; ein regulärer Wasserzufluss ist nur von der Westkante des Beckens zu erwarten. Tatsächlich wusste man bis zum ungewöhnlich nassen Jahr 1963 nicht, dass aus dem nordöstlichen Teil des Beckens jenseits der Wongan Hills jemals Wasser in den Fluss fließt. Unter den derzeitigen klimatischen Bedingungen ist es fast unmöglich, aus anderen Gebieten als dem Westrand des Beckens Wasser in den Fluss zu bekommen, weil die Regenmenge, die einen Wasserabfluss bewirken würde, größer als die tatsächliche durchschnittliche Regenmenge pro Jahr dort ist.

### Nebenflüsse mit Mündungshöhen
- Woodebulling Brook – 266 m
- Bindermucking Gully – 263 m
- Sandplain Creek – 232 m
- Nalyaring Gully – 221 m
- Bally Bally Gully – 211 m
- Weam Gully – 210 m
- Avon River South – 208 m
- Monjerduckling Gully – 206 m
- Turkey Cock Gully – 206 m
- Solomons Gully – 190 m
- Dale River – 189 m
- Yangedine Brook – 180 m
- Mackie River – 180 m
- Bland Brook – 178 m
- Sermon Gully – 164 m
- Heal Brook – 161 m
- Spencers Brook – 155 m
- Mortlock River – 146 m
- Wongamine Brook – 146 m
- Mistake Creek – 143 m
- Harper Brook – 141 m
- Boyagerring Brook – 133 m
- Toodyay Brook – 128 m
- Jumperding Brook – 128 m
- Mortigup Brook – 128 m
- Malkup Brook – 114 m
- Munnapin Brook – 110 m
- Julimar Brook – 109 m
- Red Swamp Brook – 77 m
- Brockman River – 55 m[2]

## Geologie
Wegen des außergewöhnlichen Alters der Böden im Becken (das auf dem extrem alten Yilgarn-Kraton liegt) ist die Wurzeldichte der einheimischen Flora sehr hoch und die mittlere spezifische Ausschwemmung vermutlich die niedrigste unter den vergleichbar großen Becken dieser Erde. Das sehr hohe Alter der Böden bedeutet auch, dass – zumindest nach der Abholzung für landwirtschaftliche Zwecke – fast alle Flüsse des Beckens Salzgehalte von mehr als 0,3 % aufweisen, und viele sogar deutlich mehr. 0,3 % Salzgehalt entspricht einem Zehntel dessen von Meerwasser und etwa achtmal so viel, wie für eine Klassifizierung als Süßwasser zulässig wäre.
Das Einzugsgebiet durchzieht einige der am längsten von Europäern besiedelten landwirtschaftlichen Gebiete von Western Australia und hat außergewöhnliche Probleme mit dem Salzgehalt der Erde, was zu Regierungsprogrammen zur Linderung von Verlusten an bebaubarem Land geführt hat. Bürgergruppen, die Projekte an den Nebenflüssen des Avon River überwachten, wurden aus öffentlichen und privaten Quellen finanziell unterstützt.

## Flusstal
Das Tal des Avon River ist die dritte und letzte Route der Eastern Railway durch die Darling Range zwischen Midland und Northam. Diese Route wurde in den 1960er-Jahren gebaut.
Dort findet auch das jährliche Wildwasserrennen Avon Descent statt.